# Ivanique Kemp
Ivanique Kemp (ur. 11 czerwca 1991) – bahamska lekkoatletka specjalizująca się w sprinterskich biegach przez płotki, olimpijka. Medalistka mistrzostw kraju.
W grudniu 2012 wybrana została najlepszą lekkoatletką Bahamów.

## Osiągnięcia
| Rok  | Impreza                                           | Miejsce       | Konkurencja                     | Lokata     | Wynik  |
| ---- | ------------------------------------------------- | ------------- | ------------------------------- | ---------- | ------ |
| 2009 | CARIFTA Games U-20                                | Vieux Fort    | bieg na 100 metrów przez płotki | 2. miejsce | 13,78w |
| 2009 | CARIFTA Games U-20                                | Vieux Fort    | sztafeta 4 × 100 metrów         | 2. miejsce | 45,43  |
| 2010 | CARIFTA Games U-20                                | George Town   | bieg na 100 metrów przez płotki | 3. miejsce | 14,21  |
| 2010 | Mistrzostwa Ameryki Środkowej i Karaibów juniorów | Santo Domingo | bieg na 100 metrów przez płotki | 2. miejsce | 14,35  |
| 2010 | Mistrzostwa Ameryki Środkowej i Karaibów juniorów | Santo Domingo | sztafeta 4 × 100 metrów         | 2. miejsce | 45,54  |
| 2011 | Mistrzostwa Ameryki Środkowej i Karaibów          | Mayagüez      | bieg na 100 metrów przez płotki | 6. miejsce | 13,37  |
| 2012 | Młodzieżowe mistrzostwa NACAC                     | Irapuato      | bieg na 100 metrów przez płotki | 4. miejsce | 13,34  |
| 2012 | Młodzieżowe mistrzostwa NACAC                     | Irapuato      | sztafeta 4 × 100 metrów         | 2. miejsce | 45,71  |
| 2012 | Igrzyska olimpijskie                              | Londyn        | bieg na 100 metrów przez płotki | półfinał   | 13,56  |

## Rekordy życiowe
- Bieg na 60 metrów przez płotki (hala) – 8,13 (2012) były rekord Bahamów
- Bieg na 100 metrów przez płotki – 13,13 (2012) były rekord Bahamów / 13,10w (2013)

## Życiorys
- Ivanique Kemp w bazie World Athletics (ang.). [dostęp 19 sierpnia 2012].
- Ivanique Kemp, [w:] tilastopaja.info [dostęp 2012-12-23] (ang.).